# Bartolomé Herrera
Bartolomé Herrera Vélez (Lima, 24 de agosto de 1808 - Arequipa, 10 de agosto de 1864) fue un sacerdote, filósofo y político peruano. Pensador de tendencia ultramontana y antiliberal, es el máximo representante del conservadurismo peruano del siglo XIX. Fue director de la Biblioteca Nacional del Perú (1839); rector del Colegio de San Carlos (1842-1852); diputado por Lima (1849-1851); presidente de la Cámara de Diputados (1849-1851); Ministro de Justicia e Instrucción Pública (1851-1852); Ministro de Gobierno y Relaciones Exteriores (1851-1852); diputado por Jauja (1858-1860); presidente del Congreso Constituyente de 1860; y Obispo de Arequipa (1861-1864). Su pensamiento lo plasmó en diversos escritos y discursos, siendo los más célebres su oración fúnebre en memoria del presidente Agustín Gamarra (1842) y su sermón de acción de gracias por el aniversario de la Independencia (1846).

## Biografía

### Estudios
Huérfano desde 1813, inició su educación bajo la dirección de su tío materno, el sacerdote Luis Vélez. En febrero de 1823, ingresó al Real Convictorio de San Carlos, cuyo rector, Manuel José Pedemonte, al comprobar sus actitudes, le impulsó a que se orientara hacia la carrera religiosa. 
En 1829 se graduó de Maestro en Artes y de doctor en Teología. Todavía era alumno, cuando se le confió el dictado de las cátedras de Filosofía y Matemáticas (1827). También empezó sus estudios de Jurisprudencia.

### Carrera religiosa y docente
A instancias de su maestro Pedemonte, desistió de contraer matrimonio y abrazó la carrera religiosa, siendo sucesivamente ordenado subdiácono y diácono (1829). Enseguida, se trasladó a Huánuco, donde fue vicerrector y profesor de Matemáticas en el Colegio de Minería de dicha ciudad. 
Regresó a Lima en 1831, siendo nombrado Regente de Teología y Artes del Convictorio de San Carlos. Al año siguiente recibió las órdenes mayores y prosiguió sus estudios de Jurisprudencia, doctorándose en Derecho en 1834, lo que le permitió ser nombrado Vicerrector del Convictorio. Continuó en el ejercicio de su ministerio, como cura de Cajacay (hoy en Bolognesi, en Áncash). En calidad de secretario, ayudó al arzobispo Jorge de Benavente y Macoaga durante su visita pastoral a la arquidiócesis. Por motivos de salud, en 1837 dejó el curato a un coadjutor 
Durante la época de la Confederación Perú-Boliviana (1836-1839), integró la comisión que, a nombre del arzobispado de Lima, presentó observaciones al Código Civil recientemente promulgado.
En 1839, fue nombrado director de la Biblioteca Nacional, y un año después fue nombrado cura de Lurín. 
El 4 de enero de 1842, con motivo de las exequias del presidente Agustín Gamarra, pronunció una célebre oración fúnebre, en donde hizo un llamado a sus conciudadanos a la unión, a la obediencia a la autoridad legítima y la adoración a la ley, en momentos en que la anarquía y la guerra civil amenazaba con adueñarse de la nación. 

### Rector del Colegio de San Carlos
En octubre de 1842 asumió el rectorado del Colegio de San Carlos (el antiguo Convictorio), donde realizó una radical reforma educativa. Asistió al inventario de libros de la biblioteca de dicho colegio, efectuado durante la visita del doctor Manuel Ascencio Cuadros. Convirtió a San Carlos en un centro de irradiación de las ideas conservadoras, enfrentando así al Colegio Nuestra Señora de Guadalupe, bastión del liberalismo, cuyos conspicuos representantes eran los hermanos Pedro y José Gálvez Egúsquiza. Este debate doctrinario sería llevado al parlamento al ser nombrado Herrera diputado por Lima y Pedro Gálvez, diputado por Pataz (1849), durante el primer gobierno de Ramón Castilla.
El 28 de julio de 1846 pronunció su famoso Sermón por acción de gracias por el aniversario de la Independencia, en el que hizo una interpretación providencialista de la historia del Perú, glorificando la obra evangelizadora española y señalando los principios falsos, impíos y antisociales traídos, según él, por la Emancipación, al inspirarse en el ideario de la Revolución francesa, contra la que ya había surgido una reacción en la misma Europa (la Restauración). Contrariando a los liberales, exaltaba la soberanía de la inteligencia (la inteligente obediencia al plan trazado por la autoridad legítima) sobre la soberanía popular. Este discurso originó su polémica con Benito Laso, a través de las páginas de los diarios limeños El Correo Peruano y El Comercio. Laso, oponiéndose al planteamiento de Herrera, enfatizaba el carácter democrático de la soberanía popular.
En 1846 fue incorporado al Cabildo Metropolitano, en calidad de Canónigo. También, durante esos años, formó parte de la comisión revisora de los libros que ingresaban a la Biblioteca Nacional, dirigida en ese entonces por Francisco de Paula González Vigil, y fue docente en la Universidad Nacional Mayor de San Marcos. En ese periodo introdujo los manuales de krausismo alemán, traducidos del francés por él mismo.

### Carrera política
Su carrera política se inició con la ya nombrada elección como diputado por Lima, en 1849, llegando a ejercer la presidencia de su cámara. En 1851 fue nombrado director general de Instrucción, cargo creado por el presidente José Rufino Echenique. Luego, fue ministro de Justicia e Instrucción Pública (1851-1852) y de Gobierno y Relaciones Exteriores (1851-1852). En su calidad de canciller, suscribió la Convención Fluvial del 23 de octubre de 1851, por la que el Emperador reinante del Brasil reconoció a las naves peruanas el derecho de libre navegación por el río Amazonas.
En 1852, fue nombrado ministro plenipotenciario ante las cortes de Nápoles, Turín y ante la Santa Sede. En Europa se entrevistó con los principales reaccionarios de la época; conoció a Juan Donoso en París y trabajó como capellán para el Papa Pío IX.
De regreso al Perú en 1853, se negó a participar en la política activa y solo aceptó ser director general de Instrucción Pública y consejero de Estado. En el Cabildo Metropolitano fue elevado a la dignidad de chantre. Como respuesta a la intensa propaganda liberal, fundó el semanario El Católico, cuya dirección encargó a Juan Ambrosio Huerta. 
Para atender su quebrantada salud se trasladó a Jauja, en la sierra central peruana. Nuevamente tentado por la política, en 1858 fue elegido diputado por Jauja y participó en los debates que dieron origen a la Constitución moderada de 1860, llegando a presidir el Congreso Constituyente.  Presentó entonces un proyecto constitucional planteando el fortalecimiento del poder del Estado  frente al del individuo y la representación corporativa. Sin  embargo, su proyecto fue rechazado. Finalizada su función parlamentaria, se apartó definitivamente de la política.

### Obispo de Arequipa

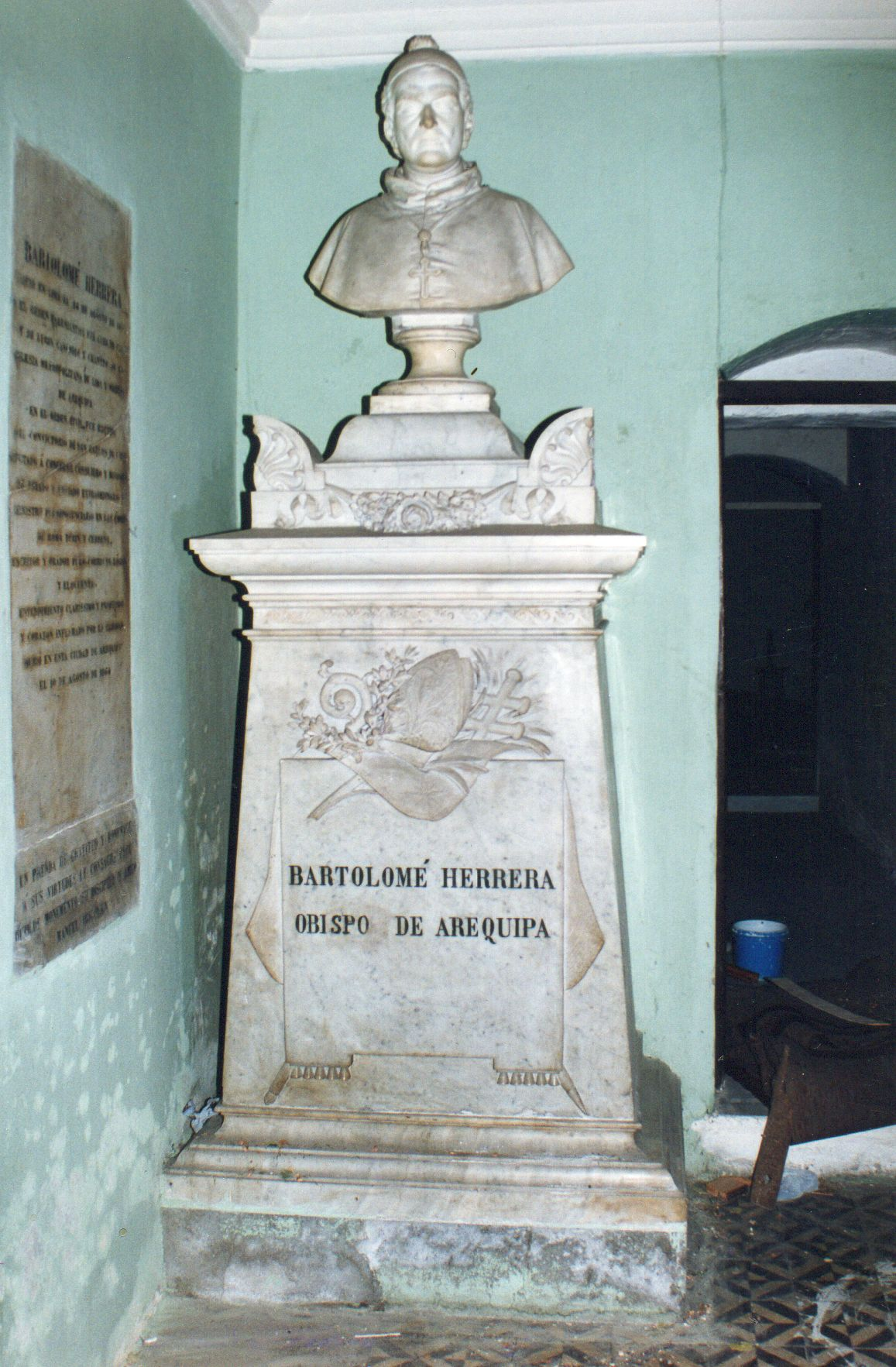
Monumento de Mármol Donado por el Dr. Manuel Yrigoyen Arias, ubicado en la Cripta de la Catedral de Arequipa

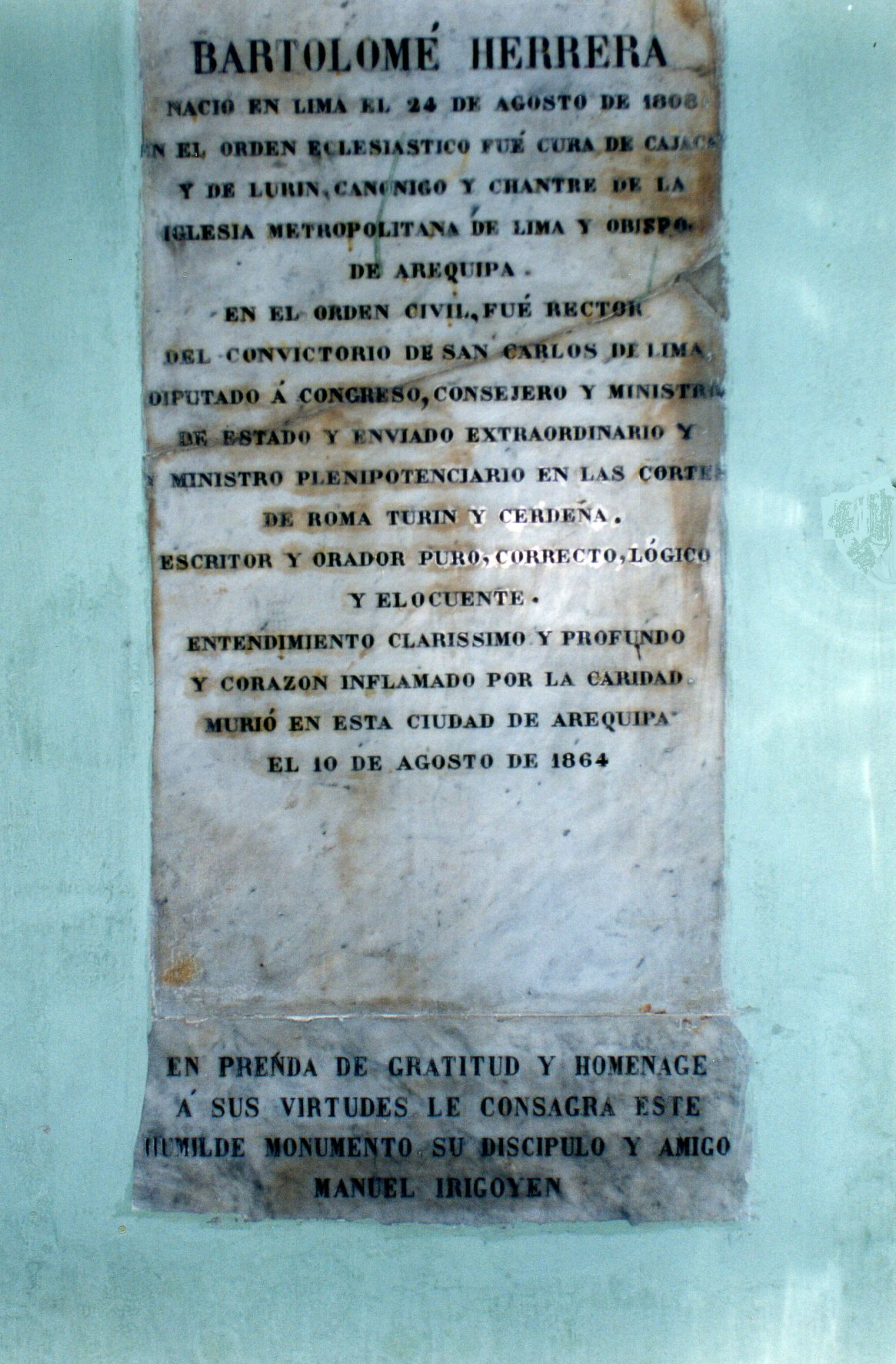
Placa de Mármol al lado de Monumento Donado por el Dr. Manuel Yrigoyen Arias, ubicado en la Cripta de la Catedral de Arequipa

Designado Obispo de Arequipa el 20 de mayo de 1860, fue consagrado en la Iglesia de San Pedro de Lima por el obispo de Trujillo, Francisco Orueta y Castrillón. Tomó posesión de su sede el 6 de enero de 1861, dignidad que ejerció hasta su fallecimiento en 1864, cuando le faltaban dos semanas para cumplir 56 años de edad, su cuerpo descansa en la cripta de la Catedral de Arequipa.

## Su pensamiento

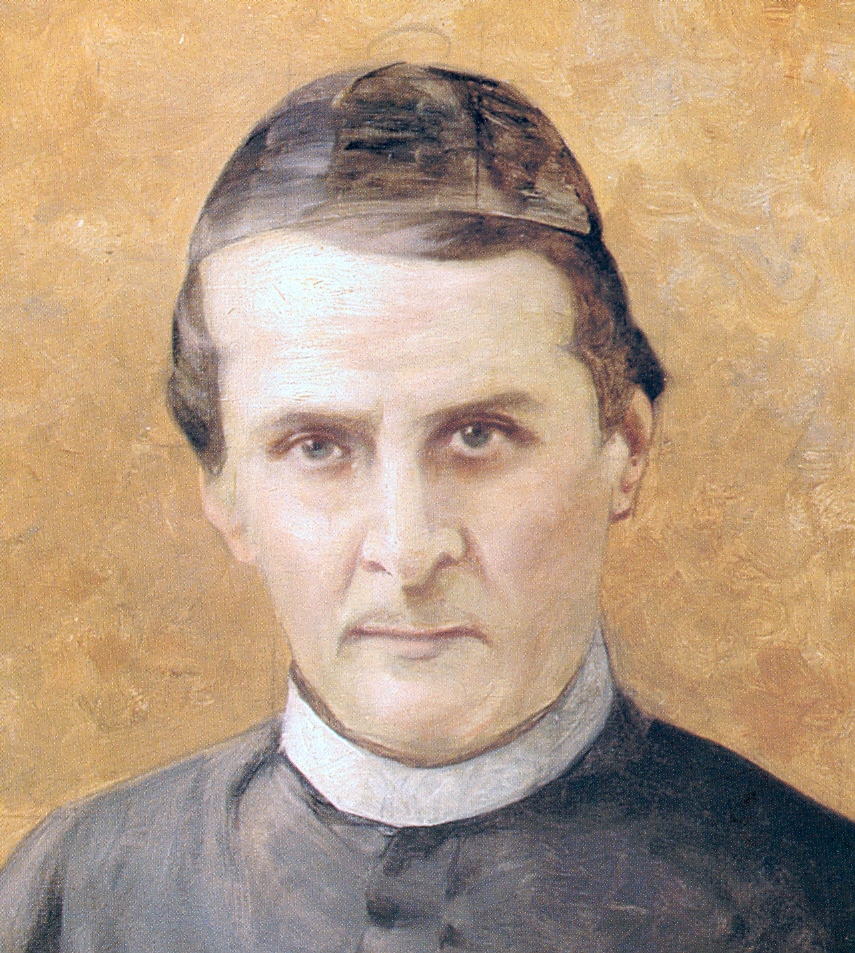
Bartolomé Herrera, como rector del Colegio de San Carlos, baluarte de las ideas conservadoras del Perú, durante las décadas de 1840 y 1850.

En un inicio, se dejó ganar por las doctrinas del republicanismo y el regalismo, insinuando incluso sospechas contra el primado del Papa. Pronto, sin embargo, se vería impresionado por lecturas del pensamiento de Joseph de Maistre y la escuela teológica, así como de la Restauración francesa, particularmente del historiador político François Guizot, así como la del doctrinarismo español de la época de Isabel II, en particular de Juan Donoso Cortés, líder de la reacción española contra el liberalismo.
Su famoso Sermón por acción de gracias por el aniversario de la Independencia de 1846, es un manifiesto ultramontano con fuerte impronta del providencialismo del francés Bossuet y que marca una frontera en su pensamiento político. 
Herrera postulaba que un grupo reducido debía estar al frente de la nación, la "soberanía de la inteligencia", inspirada en la filosofía francesa de la Restauración contra la "soberanía popular" jacobina de los liberales (cuyos máximos representantes en el Perú eran el clérigo Francisco Xavier de Luna Pizarro y los hermanos Pedro y José Gálvez Egúsquiza).

## Obras escritas
La tarea de compilación de sus escritos la asumió el historiador Jorge Guillermo Leguía, quien no pudo terminarla debido a su repentina muerte. La obra resultante se plasmó en dos volúmenes, con el epígrafe de Escritos y discursos (Lima, 1929-1934).